# Achille Emaná
Achille Emana Edzimbi (ur. 5 czerwca 1982 w Bipindi) – kameruński piłkarz grający na pozycji pomocnika.

## Kariera klubowa
Swoją karierę Emana zaczynał w klubie o nazwie AS Babimbi. W 1999 roku został zawodnikiem hiszpańskiej Valencii CF i przez jeden sezon figurował w kadrze rezerw tego klubu. Następnie przeszedł do Toulouse FC, gdzie również początkowo grał w rezerwach. Od sezonu 2001/2002 występował w pierwszej drużyny Tuluzy, grającej w Championnat National. W tamtym sezonie wraz z zespołem do awansował do Ligue 2, a sezon później do Ligue 1. W lidze tej Emana zadebiutował 2 sierpnia 2003 w zremisowanym 1:1 meczu z RC Strasbourg, a 4 października 2003 w zremisowanym 2:2 spotkaniu z Montpellier HSC strzelił swojego pierwszego gola w Ligue 1. W sezonie 2006/2007 wraz z zespołem z Tuluzy zajął 3. pozycję w tych rozgrywkach.
W lipcu 2008 Emana odszedł z Toulouse i za 7 milionów euro został sprzedany do hiszpańskiego Realu Betis. W Primera División zadebiutował 31 sierpnia 2008 w przegranym 0:1 spotkaniu z Recreativo Huelva.
W sierpniu 2013 Emana na zasadzie wolnego transferu przeszedł do meksykańskiego Cruz Azul, z którym w 2014 roku wygrał Ligę Mistrzów CONCACAF.
| Sezon   | Klub                | Kraj                         | Rozgrywki               | Mecze | Bramki |
| ------- | ------------------- | ---------------------------- | ----------------------- | ----- | ------ |
| 1999    | Babimbi Douala      | Kamerun                      | Niższa liga             | ?     | ?      |
| 1999/00 | Valencia CF B       | Hiszpania                    | Segunda División B      | ?     | ?      |
| 2000/01 | Toulouse FC B       | Francja                      | Championnat amateur     | 7     | 2      |
| 2001/02 | Toulouse FC         | Francja                      | Championnat National    | 32    | 3      |
| 2002/03 | Toulouse FC         | Francja                      | Ligue 2                 | 35    | 3      |
| 2003/04 | Toulouse FC         | Francja                      | Ligue 1                 | 33    | 3      |
| 2004/05 | Toulouse FC         | Francja                      | Ligue 1                 | 38    | 3      |
| 2005/06 | Toulouse FC         | Francja                      | Ligue 1                 | 26    | 2      |
| 2006/07 | Toulouse FC         | Francja                      | Ligue 1                 | 36    | 8      |
| 2007/08 | Toulouse FC         | Francja                      | Ligue 1                 | 31    | 7      |
| 2008/09 | Real Betis          | Hiszpania                    | Primera División        | 35    | 11     |
| 2009/10 | Real Betis          | Hiszpania                    | Primera División        | 28    | 11     |
| 2010/11 | Real Betis          | Hiszpania                    | Primera División        | 28    | 13     |
| 2011/12 | Al-Hilal            | Arabia Saudyjska             | I liga saudyjska        | 11    | 4      |
| 2011/12 | Al-Ahli             | Zjednoczone Emiraty Arabskie | UAE Arabian Gulf League | 11    | 2      |
| 2012/13 | Al-Ahli             | Zjednoczone Emiraty Arabskie | UAE Arabian Gulf League | 12    | 4      |
| 2012/13 | Al-Wasl Dubaj       | Zjednoczone Emiraty Arabskie | UAE Arabian Gulf League | 11    | 3      |
| 2013/14 | Cruz Azul           | Meksyk                       | Liga MX                 | 12    | 1      |
| 2014/15 | Atlante             | Meksyk                       | Ascenso MX              | 9     | 0      |
| 2015/16 | Gimnàstic Tarragona | Hiszpania                    | Segunda División        | 39    | 7      |
| 2016/17 | Tokushima Vortis    | Japonia                      | J2 League               | 0     | 0      |
| 2016/17 | Gimnàstic Tarragona | Hiszpania                    | Segunda División        | 16    | 1      |

## Kariera reprezentacyjna
W reprezentacji Kamerunu Emana zadebiutował 11 lutego 2003 w przegranym 0:3 meczu z Wybrzeżem Kości Słoniowej. W tym samym roku został powołany do kadry na Puchar Konfederacji. Kamerun zajął 2. miejsce w tym turnieju, a Emana zagrał na nim w spotkaniach ze Stanami Zjednoczonymi (0:0) oraz z Francją (0:1).
Emana zagrał 3 mecze podczas nieudanych eliminacji do Mistrzostw Świata 2006, jednak ani razu nie wyszedł na boisko od pierwszej minuty. W 2006 roku rozegrał dwa mecze podczas Pucharu Narodów Afryki, w obu przypadkach wchodząc na boisko z ławki rezerwowych.